# Staka Skenderova
Staka Skenderova (Sarajevo, 1831. - Ilidža, Sarajevo, 18. svibnja 1891.) - srpska učiteljica, spisateljica i društvena djelatnica iz Bosne i Hercegovine. 
Ona je prva žena, koja je djelovala u javnome i kulturnome prostoru među Srbima u Sarajevu te je 19. listopada 1858. otvorila prvu žensku školu u Sarajevu. Pisala je po ruskim časopisima i pomagala ruskom konzulu Aleksandru Hilferdingu u prikupljanju srpske kulturne baštine. Ona nije bila samo prva žena koja je osnovala žensku školu u Sarajevu i stala za katedru nego i prva žena u Bosni i Hercegovini, koja je objavila svoju knjigu, makar i daleko od zavičaja i na tuđem jeziku.
Staka Skenderova rođena je u Sarajevu 1831. godine, u obitelji, koja je bila porijeklom iz Prijepolja. Staka je rano naučila turski jezik što joj je pomoglo, da lakše prodire sa svojim zahtjevima kod turske uprave. Pismenost je stekla samouka ili u osnovnoj školi u Sarajevu, ali o tome nema točnih podataka. Zna se da je dosta čitala i da je jedina žena toga vremena koja je pjevala u crkvi. Staka je bila na stalnoj ratnoj nozi s najviđenijim srpskim trgovcima u Sarajevu. Bila je omiljena u redovima siromašnih Srba, a posebno među srpskim ženama u Sarajevu, iako je srpski tisak (kako u Bosni tako i onaj izvan) šutio o Staki ili joj je kritizirao sve do njene tragične smrti, 26. svibnja 1891. godine kada su je na Ilidži pregazila seljačka kola.